# Corseaux
Corseaux is een gemeente en plaats in het Zwitserse kanton Vaud en maakt sinds 1 januari 2008 deel uit van het district Riviera-Pays-d'Enhaut. Voor 2008 maakte de gemeente deel uit van het toenmalige district Vevey.
Corseaux telt 2092 inwoners.

## Bekend
De dirigent Carl Schuricht woonde tot zijn dood in 1967 in Corseaux. Shania Twain woont sinds kort in Corseaux.